# Фарсунн
Фарсунн (норв. Farsund) — коммуна в губернии Вест-Агдер в Норвегии. Административный центр коммуны — город Фарсунн. Официальный язык коммуны — букмол. Население коммуны на 2009 год составляло 9392 чел. Площадь коммуны Фарсунн — 262,38 км², код-идентификатор — 1003.

## История населения коммуны
Население коммуны за последние 60 лет.